# Frühblühender Thymian
Der Frühblühende Thymian (Thymus praecox) ist eine Pflanzenart aus der Gattung der Thymiane (Thymus) innerhalb der Familie der Lippenblütler (Lamiaceae).

## Beschreibung

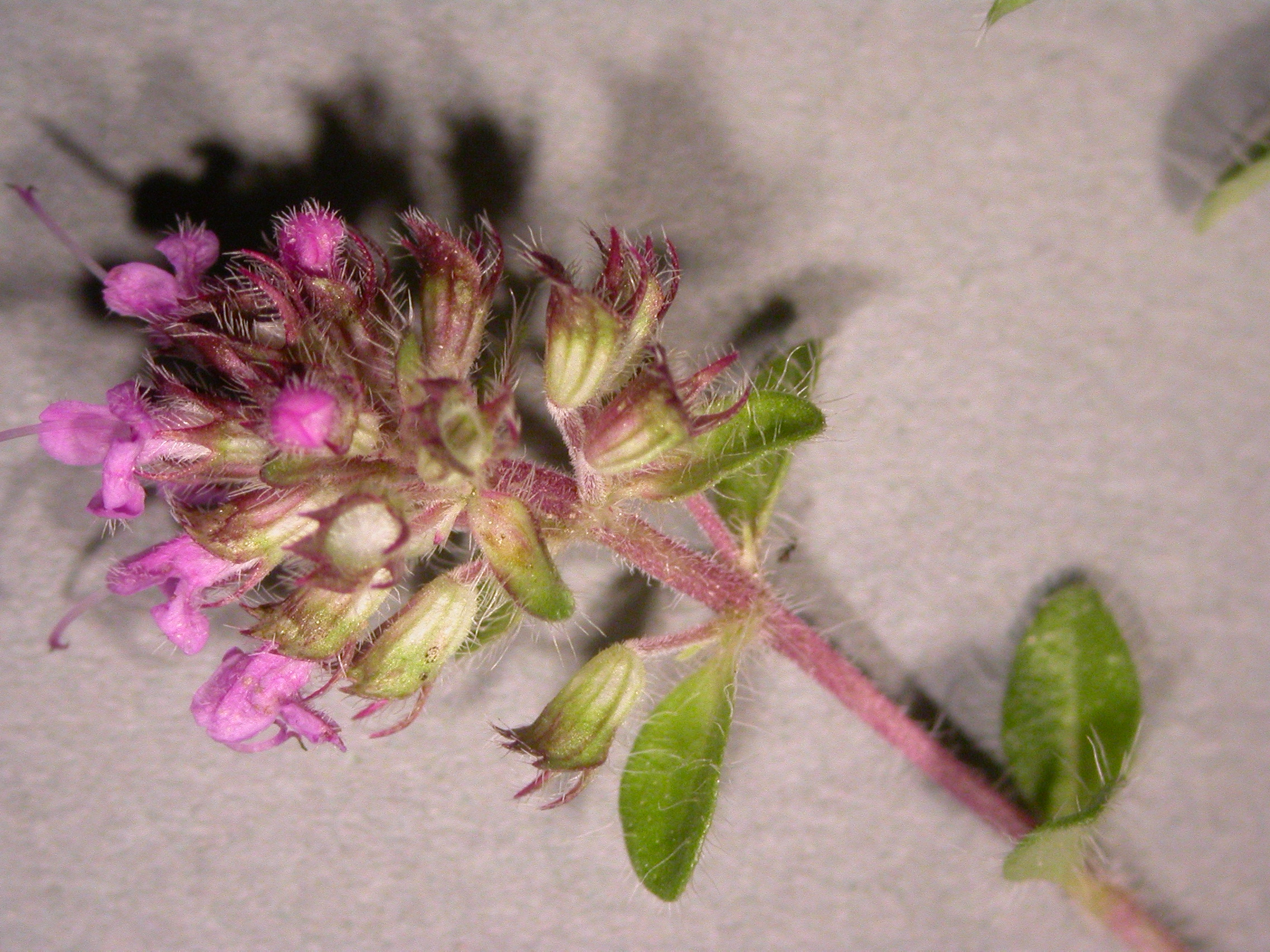
Thymus praecox subsp. praecox

### Vegetative Merkmale
Der Frühblühende Thymian ist ein kleiner Strauch, der lange, etwas holzige, kriechende Stängel ausbildet, die entweder in einem terminalen Blütenstand enden oder nicht blütentragend sind. Die blütentragenden Stängel entspringen in Reihen, sind schlank und meist nicht länger als 10 Zentimeter. An ihrer Basis steht jeweils ein Büschel kleinerer Laubblätter. Die Stängel sind rundum behaart oder nur an zwei einander gegenüberliegenden Seiten behaart.
Die Laubblätter sind gegenständig angeordnet. Die einfache Blattspreite ist meist verkehrt-eiförmig, breit-spatelförmig bis nahezu kreisförmig, fast lederig und an der Basis bewimpert. Die Seitenadern sind deutlich ausgeprägt, im oberen Bereich finden sich Randadern. 

### Generative Merkmale
Die Tragblätter ähneln den Laubblättern. Die zwittrigen Blüten sind zygomorph und fünfzählig mit doppelter Blütenhülle. Die fünf Kelchblätter sind 3 bis 5 Millimeter lang. Die Kronblätter sind purpurfarben. Die Kronröhre ist zylindrisch und etwa so lang wie Oberlippen. Die oberen Zähne sind genau so lang wie breit.
Die Chromosomenzahl beträgt 2n = 56, seltener 54.

## Vorkommen
Der Frühblühende Thymian ist in Nord-,West-, Mittel- und Südeuropa verbreitet. In Mitteleuropa tritt er zerstreut in den Mittelgebirgen mit basisch reagierenden Böden, in der Fränkischen Alb, im Alpenvorland und im östlichen Österreich auf. In den nördlichen und südlichen Kalkalpen sowie im Wallis kommt er selten vor.

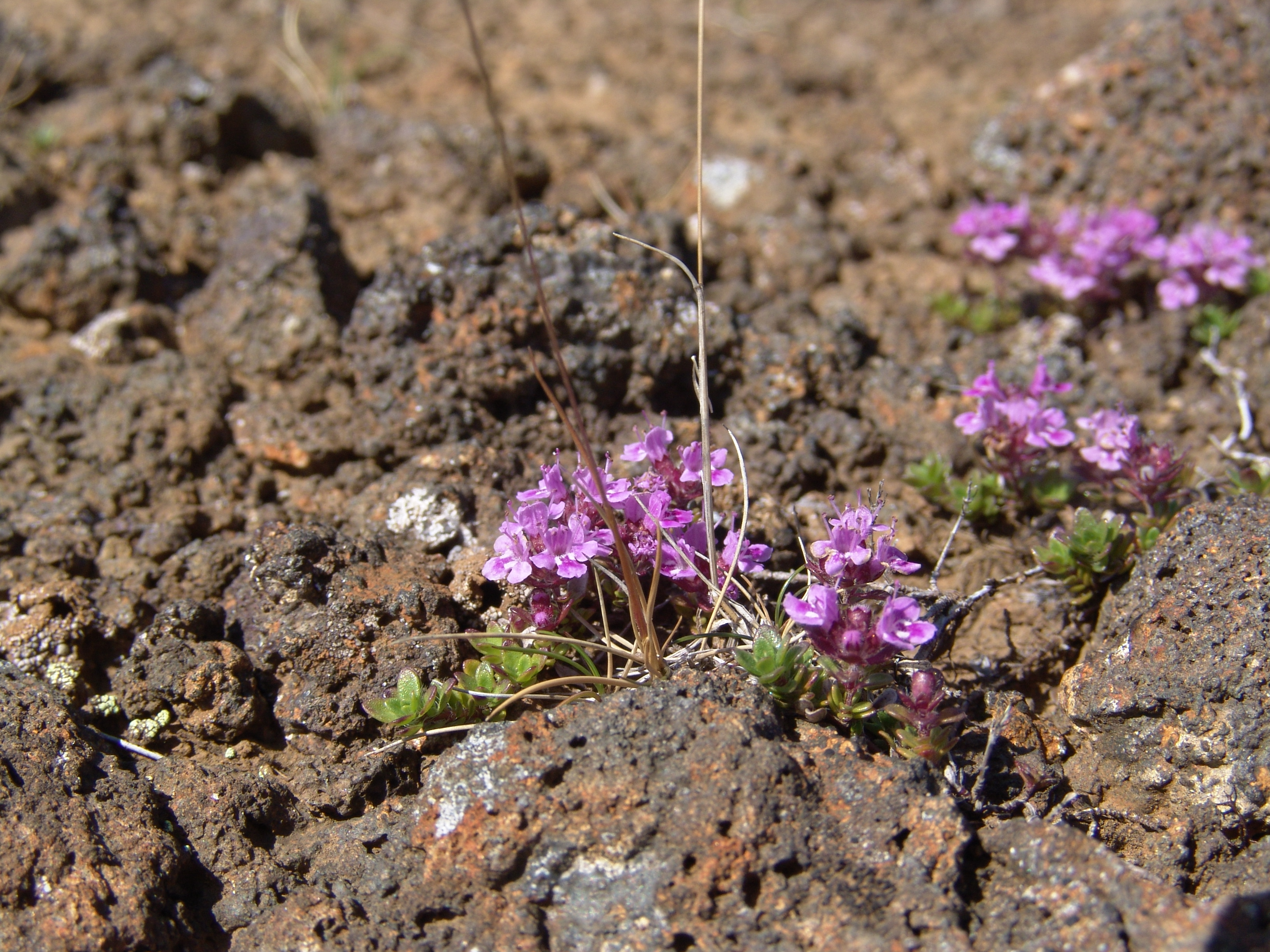
Thymus praecox subsp. britannicus auf Island

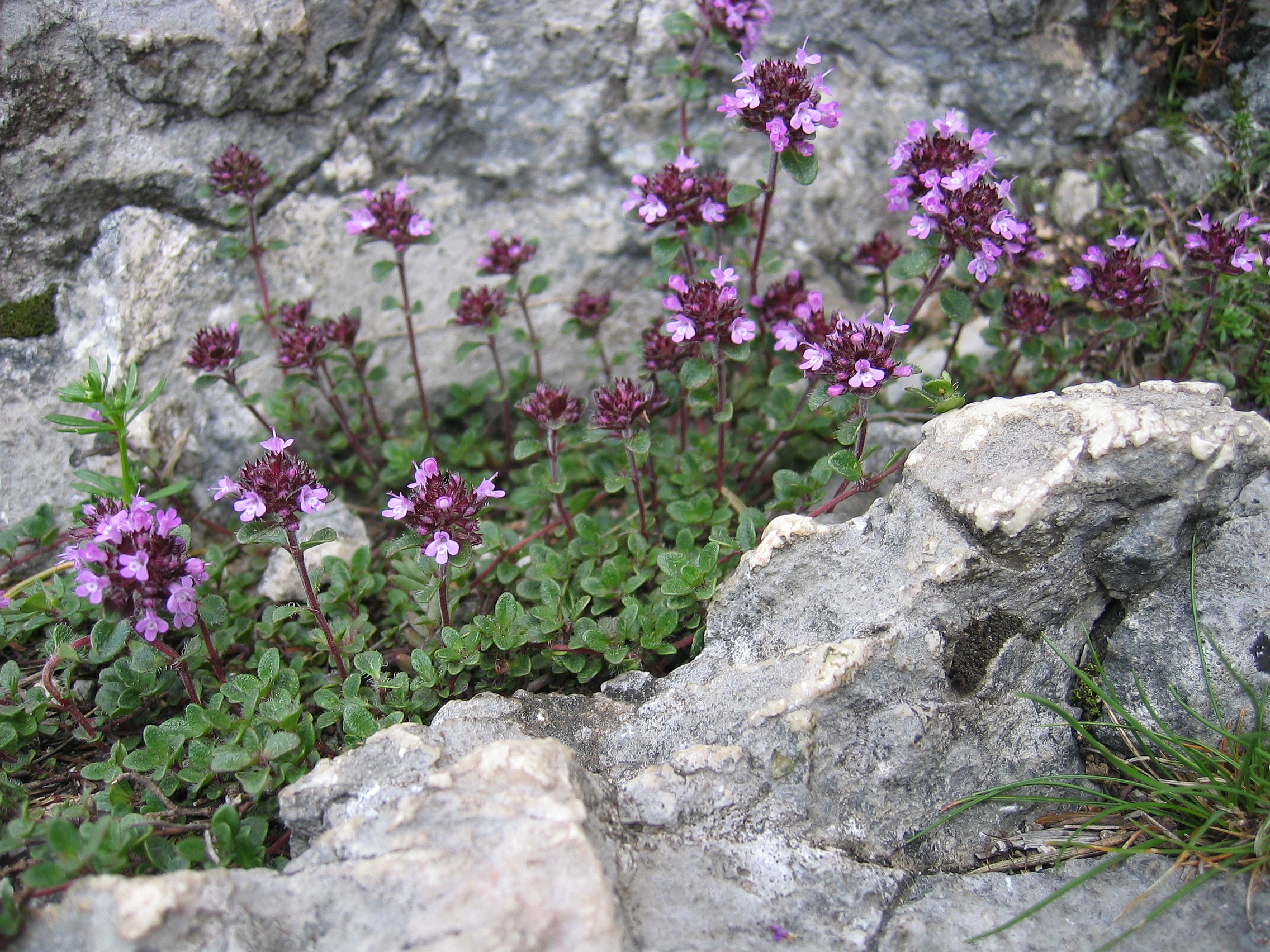
Langhaariger Thymian (Thymus praecox subsp. polytrichus)

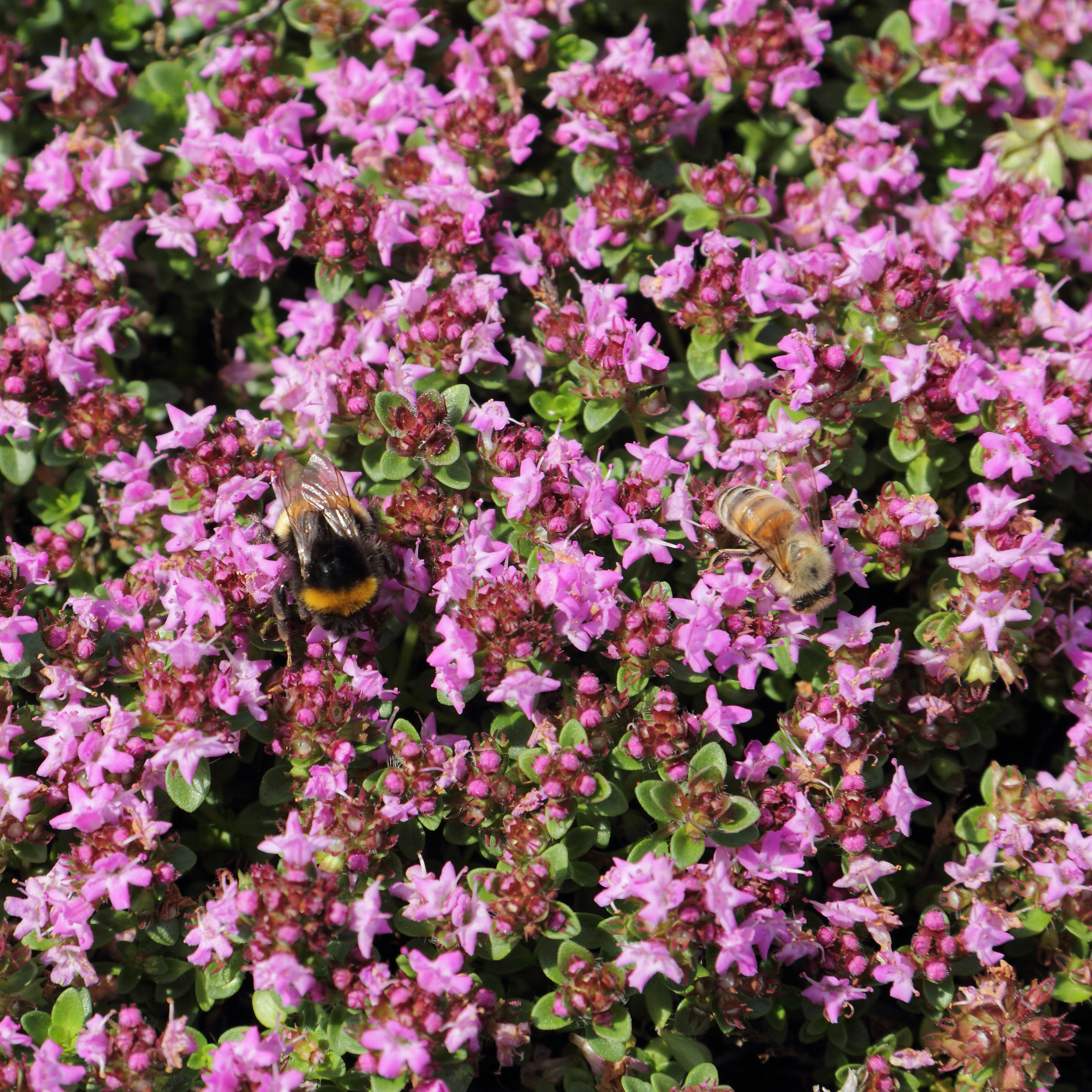
Langhaariger Thymian (Thymus praecox subsp. polytrichus)

Der Frühblühende Thymian gedeiht am besten auf neutral oder basisch reagierenden, trockenen, steinig-sandigen Lehmböden. Er besiedelt Trockenrasen oder feinerdereiche Felsfugen, er geht aber auch in Trockenwälder. Er ist eine Charakterart der Klasse Festuco-Brometea, kommt aber auch in Pflanzengesellschaften der Verbände Seslerio-Festucion oder Erico-Pinion vor. Er steigt bis in Höhenlagen von bis zu 1200 Metern auf.

## Systematik
Die Erstbeschreibung von Thymus praecox erfolgte 1824 durch Philipp Maximilian Opiz in Naturalientausch, 6, S. 40. Synonyme für Thymus praecox Opiz sind Thymus serpyllum subsp. praecox (Opiz) Vollm., Thymus serpyllum var. praecox (Opiz) Briq.
Manche Autoren schreiben von einer Artengruppe Frühblühender Thymian (Thymus praecox agg.)
Je nach Autor gibt es innerhalb der Art Thymus praecox mehrere Unterarten:
- Thymus praecox Opiz subsp. praecox (Syn.: Thymus alpicolus Schur, Thymus badensis Heinr. Braun ex L. Walz, Thymus braunii Borbás, Thymus caespitosus Opiz, Thymus ciliatus Opiz ex Déségl. nom. illeg., Thymus hesperites Lyka, Thymus humifusus Bernh. ex Link, Thymus mannianus Opiz ex Déségl., Thymus robustus Opiz, Thymus spathulatus Opiz, Thymus praecox subsp. hesperites (Lyka) Korneck, Thymus serpyllum subsp. clivorum Lyka, Thymus serpyllum subsp. hesperites Lyka, Thymus serpyllum subsp. nummularius Čelak., Thymus praecox var. caespitosus (Opiz) Formánek, Thymus praecox var. ciliatus Formánek, Thymus praecox var. spathulatus (Opiz) Formánek, Thymus serpyllum var. caespitosus (Opiz) Lyka, Thymus serpyllum var. glareosus Lyka, Thymus serpyllum var. humifusus (Bernh. ex Link) Nyman, Thymus serpyllum var. induratus Lyka, Thymus serpyllum var. kollmannii Lyka, Thymus serpyllum var. lanuginosus Nyman, Thymus serpyllum var. rupestris Lyka, Thymus serpyllum var. zobelii Lyka): Sie kommt in Westeuropa und Mitteleuropa vor.[6]

- Thymus praecox subsp. britannicus (Ronniger) Holub (Syn.: Thymus britannicus Ronniger, Thymus serpyllum subsp. britannicus (Ronniger) P.Fourn., Thymus polytrichus subsp. britannicus (Ronniger) Kerguélen, Thymus drucei f. britannicus (Ronniger) Cáp, Thymus polytrichus var. britannicus (Ronniger) P.D.Sell, Thymus serpyllum var. arcticus Durand, Thymus zetlandicus Ronniger & Druce, Thymus arcticus (Durand) Ronniger, Thymus drucei Ronniger,  Thymus pseudolanuginosus Ronniger, Thymus praecox subsp. penyalarensis (Pau) Rivas Mart., Fern. Gonz. & Sánchez Mata, Thymus bracteatus var. penyalarensis (Pau) Rivas Mart.,  Thymus serpyllum var. penyalarensis Pau): Sie kommt in Grönland, in West- und Nordwest-Europa vor.[6]

- Thymus praecox subsp. caucasicus (Willd. ex Ronniger) Jalas (Syn.: Thymus caucasicus Willd. ex Ronniger, Thymus caucasicus var. medvedewii Ronniger, Thymus praecox var. medvedewii (Ronniger) Jalas): Sie kommt von der südöstlichen Türkei bis zum Kaukasus vor.[6]

- Thymus praecox subsp. grossheimii (Ronniger) Jalas (Syn.: Thymus grossheimii Ronniger, Thymus caucasicus subsp. grossheimii (Ronniger) Jalas, Thymus praecox var. grossheimii (Ronniger) Jalas): Sie kommt von der nordöstlichen Türkei bis zum nördlichen Iran vor.[6]

- Thymus praecox subsp. jankae (Čelak.) Jalas (Syn.: Thymus jankae Čelak., Origanum jankae (Čelak.) Kuntze, Thymus jankae Čelak., Thymus serpyllum subsp. jankae (Čelak.) Lyka, Thymus bellicus Velen., Thymus eximius Ronniger, Thymus jugoslavicus K.Malý, Thymus skorpilii Velen., Thymus praecox subsp. skorpilii (Velen.) Jalas, Thymus praecox var. laniger (Borbás) Jalas, Thymus serpyllum var. serbicus Petrovic): Sie kommt von der Balkanhalbinsel bis zur Türkei vor.[6]

- Thymus praecox subsp. ligusticus (Briq.) Paiva & Salgueiro (Syn.: Thymus serpyllum var. ligusticus Briq., Thymus polytrichus subsp. ligusticus (Briq.) Stace, Thymus serpyllum subsp. ligusticus (Briq.) Cout.)

- Thymus praecox subsp. parvulus (Lojac.) Bartolucci, Peruzzi & N.G.Passal.: Sie kommt nur im nordöstlichen Sizilien vor.[6]

- Langhaariger Thymian (Thymus praecox subsp. polytrichus (A.Kern. ex Borbás) Jalas, Syn.: Thymus polytrichus A.Kern. ex Borbás, Thymus serpyllum subsp. polytrichus (A.Kern. ex Borbás) Briq., Thymus serpyllum var. polytrichus (A.Kern. ex Borbás) Briq., Thymus praecox subsp. ligusticus (Briq.) Paiva & Salgueiro, Thymus serpyllum var. ligusticus Briq., Thymus polytrichus subsp. ligusticus (Briq.) Stace, Thymus serpyllum subsp. ligusticus (Briq.) Cout., Thymus agoustensis Formánek, Thymus alpigenus (A.Kern. ex Heinr.Braun) Ronniger, Thymus balcanus Borbás, Thymus kapelae (Borbás) Dalla Torre & Sarnth., Thymus kerneri Borbás, Thymus reinegeri Opiz des. inval., Thymus trachselianus Opiz, Thymus vallicola (Heinr.Braun) Ronniger, Thymus vandasii Velen., Thymus polytrichus subsp. vallicola (Heinr.Braun) Debray ex Kerguélen, Thymus serpyllum subsp. alpestris Briq. nom. illeg., Thymus serpyllum subsp. balcanus (Borbás) Lyka, Thymus serpyllum subsp. pfiffianus Lyka, Thymus serpyllum subsp. trachselianus (Opiz) Lyka, Thymus balcanus var. arnautorum Ronniger, Thymus balcanus var. beckii Ronniger, Thymus balcanus var. brevidens Velen., Thymus balcanus var. decorus Ronniger, Thymus balcanus var. micevskii Matevski, Thymus balcanus var. vandasii (Velen.) Ronniger, Thymus effusus var. kapelae Borbás, Thymus humifusus var. alpestris Čelak., Thymus kerneri var. epitrichus Borbás, Thymus kerneri var. oblongifolius Beck, Thymus longicaulis var. ciliatus K.Malý, Thymus serpyllum var. alpestris Briq. nom. illeg., Thymus serpyllum var. trachselianus (Opiz) Briq., Thymus trachselianus var. vallicola Heinr.Braun): Sie kommt in Süd- und Mitteleuropa vor.[6]

- Thymus praecox subsp. widderi (Ronniger ex Machule) P.A.Schmidt (Syn.: Thymus widderi Ronniger ex Machule): Sie kommt in den Ostalpen vor.[6]

- Thymus praecox subsp. zygiformis (Heinr.Braun ex Wettst.) Jalas (Syn.: Thymus zygiformis Heinr.Braun ex Wettst., Thymus albanus Heinr. Braun ex Wettst., Thymus euxinus (Heinr. Braun) Heinr. Braun ex Klokov & Des.-Shost. nom. illeg., Thymus zygiformis subsp. albanus (Heinr.Braun ex Wettst.) Cáp, Thymus albanus var. lumbardensis Ronniger, Thymus albanus var. prokletijensis Ronniger, Thymus albanus var. schefferi Ronniger, Thymus zygiformis var. euxinus Heinr.Braun, Thymus zygiformis var. mirkovicii Gajic): Sie kommt auf der Balkanhalbinsel vor.[6]